# Mary Bucholtz
Mary Bucholtz (29 de outubro de 1966) é uma linguista estadunidense conhecida por seus trabalhos no campo da linguística sociocultural. Estuda especialmente a questão da identidade social em situações de interação linguística, levando em conta aspectos como idade, etnia e gênero. É professora da Universidade da Califórnia em Santa Bárbara.